# Pusillarolium
Pusillarolium is een geslacht van rechtvleugeligen uit de familie veldsprinkhanen (Acrididae). De wetenschappelijke naam van dit geslacht is voor het eerst geldig gepubliceerd in 1999 door Zheng.

## Soorten
Het geslacht Pusillarolium  is monotypisch en omvat slechts de volgende soort:
- Pusillarolium albonemum (Zheng, 1999)